# طلاقة
الطلاقة (وتسمى أيضًا الفصاحة) هي صفة يتميز بها شخص أو نظام لتوصيل المعلومات بسرعة وخبرة.

## الكلام
الطلاقة هي مصطلح من مصطلحات علم أمراض النطق واللغة ويعني السلاسة أو التدفق الذي يربط الأصوات والمقاطع والكلمات والعبارات معًا عند التحدث بشكل سريع. ويستخدم «اضطرابات الطلاقة» كمصطلح جمعي للإشارة إلى التحدث سريعًا والتعلم. وفي كلا الاضطرابين ينقطع تدفق الكلام، وتضعف طلاقة تكرار أجزاء الكلام.
وكثيرًا ما تكون اضطرابات الطلاقة معقدة بطبيعتها وغالبًا ما تصيب الأولاد أكثر من الفتيات.

## الطلاقة اللغوية
الطلاقة اللغوية تستخدم بشكل غير رسمي للدلالة عمومًا على المستوى المرتفع من إتقان اللغة، والتي عادة ما تكون لغة أجنبية أو أي لغة يتم تعلمها، وللدلالة بشكل أكثر تحديدًا على سلامة اللغة المستخدمة، بدلاً من الاستخدام البطيء أو المتقطع. في هذا المعنى المحدد، تعد الطلاقة أمرًا ضروريًا ولكنه ليس كافيًا لإتقان اللغة: فالذين يتحدثون اللغة بطلاقة (وخاصة الناطقين بها من أهلها من غير المتعلمين) قد يكون لديهم عدد محدود من المفردات وإستراتيجيات تحدث محدودة واستخدام غير دقيق للغة. وقد يكونون أميين أيضًا. وغالبًا ما يشار بشكل غير صحيح إلى المتحدثين الأصليين للغة على أنهم يتحدثونها بطلاقة.
الطلاقة في اللغة الإنجليزية هي أساسًا قدرة المرء على التحدث بطريقة يفهمها المستمع من المتحدثين الأصليين للغة وغير الأصليين. والمستوى المرتفع يكون بالإتقان ثنائي اللغة، الذي يشير إلى أن المواطن يتقن لغتين أصليتين، سواء تعلمهما في وقت واحد أو واحدة تلو الأخرى.
وفيما يتعلق بالإتقان، تضم «الطلاقة» عددًا من المهارات المترابطة التي يمكن فصلها:
- القراءة: القدرة على قراءة النصوص المكتوبة باللغة وفهمها بسهولة؛[3]
- الكتابة: القدرة على صياغة نصوص مكتوبة باللغة؛
- الفهم: القدرة على متابعة الحديث باللغة وفهمه؛
- التحدث: القدرة على تحدث اللغة بطريقة يفهمها متحدثوها الأصليون.
- فهم القراءة : مستوى فهم النصوص / الرسائل.

إلى حد ما، يمكن اكتساب كل مهارة من هذه المهارات على حدة. وبشكل عام، كلما تقدم عمر المتعلم للغة الأجنبية، أصبح من الصعب اكتساب المهارات الاستقبالية الخاصة بالفهم (السمعي) والتحدث بطلاقة؛ وعلى الرغم من ذلك، فإن فرضية الفترة الحرجة تعتبر موضع جدل. على سبيل المثال، يمكن اكتساب مهارات القراءة والكتابة للغة أجنبية بسهولة أكبر بعد انتهاء فترة اكتساب اللغة الأساسية في الشباب.[بحاجة لمصدر]

## القراءة بطلاقة
غالبًا ما يتم الخلط بين القراءة بطلاقة والطلاقة اللغوية (انظر أعلاه). فالقراءة بطلاقة هي القدرة على قراءة النص بدقة وسرعة. والطلاقة تربط بين التفسير والفهم. والاستيعاب هو فهم ما يتم قراءته. الطلاقة هي مجموعة من المهارات التي تسمح للقراء بفك شفرة النص بسرعة مع الحفاظ على مستوى مرتفع من الفهم (هيئة القراءة الوطنية، 2001).
وتضم القراءة بطلاقة كلاً من معدل قراءة الكلمات في الدقيقة، بالإضافة إلى القدرة على القراءة مع التعبير.
والمعيار الأول للطلاقة هو القدرة على قراءة بعض الكلمات «بمجرد النظر». والفكرة أن الأطفال سيتعرفون على شكل الكلمات المكتوبة الأكثر شيوعًا في لغتهم الأصلية ومثل هذه القراءة اللحظية لتلك الكلمات ستسمح للطلاب بقراءة النص وفهمه بشكل أسرع.
ومع تعلم الأطفال للقراءة، فإن السرعة التي يقرؤون بها تصبح مقياسًا هامًا للطلاقة.
(هيئة القراءة الوطنية، تعليم الأطفال القراءة: تقييم بحثي أكاديمي قائم على أدلة وآثاره على تعليم القراءة-تقارير المجموعات الفرعية. يمكن قراءة نسخة كاملة من تقرير هيئة القراءة الوطنية أو تنزيلها أو طلبها مجانًا من الموقع الإلكتروني للهيئة على الموقع
www.nationalreadingpanel.org.)

## الطلاقة في الإبداع
تبين الدراسات المعنية بالتقييم الإبداعي أن الطلاقة هي أحد العناصر الرئيسية الأربعة في التفكير الإبداعي. أما العناصر الأخرى فهي المرونة والأصالة والشرح. ويُنظر إلى الطلاقة في التفكير الإبداعي باعتبارها القدرة على التفكير السريع في العديد من الأفكار المتنوعة.